# 赫尼拉河 (斯特雷河支流)
赫尼拉河（羅馬化：Hnyla）是烏克蘭的河流，位於該國東部，流經利沃夫州，屬於斯特雷河的支流，河道全長19公里，流域面積132平方公里，發源自卡爾帕特西克，最終注入下維索茨凱。